# Балада
Балада произилази  из окситанског језика балар (латински: ballare = „плесати”, старогрчки: ballein = „бацати, покретати, кретати се”) изворно означава јужнофранцуске средњовјековне трубадурске плесне епске и лирске пјесме.
Радња се најчешће бавила о кршењу моралних начела покојима неизбјежно слиједи казна. Изворне народне баладе су се радиле о темама из легенди, гдје су  јунаци с натприродним моћима, те на крају јунаци умиру или имају близак сусрет са смрћу. Од касног 18. вијека баладе се баве социјалним темама. Балада је обично дужа усмена прелазна врста коју карактерише истовремено присуство епских и лирских елемената, исказаних често на драматичан начин. За баладу су својствени и прича о некој личности, драматичан догађај, трагичан крај и јако осјећање које изазива код слушаоца. На крају баладе требало би да се налази веома значајна поука. Наше народне баладе говоре обично о тужним догађајима, често су и историјски истинито потковане, док новокомпоноване баладе углавном говоре о несрећној љубави између човјека и жене.

## Баладе у српској народној поезији
- Женидба Милића барјактара
- Болани Дојчин
- Предраг и Ненад
- Хасанагиница
- Омер и Мерима
- Дума, дума Поповић Стојана